# Sture Erixon
Sture Sigvard Erixon, född 4 november 1928 i Villstads församling i Jönköpings län, död 7 juli 2018 i Stockholms län, var en svensk företagsledare. 
Erixon tog agronomexamen 1956 och arbetade sedan vid bland annat Statens maskinprovningar i Alnarp, International Harvester och Bröderna Ottosson. Han utsågs till vd för N. Lundbergs Fabriks AB i Fristad 1973 och blev sedan vd för dess ägare AB Gustavsberg 1982. Han var vd fram till 1987 då han blev stf vd för KF Industri AB.